# Liste der Bodendenkmäler in Aholfing
Auf dieser Seite sind die Bodendenkmäler in der niederbayerischen Gemeinde Aholfing zusammengestellt. Diese Tabelle ist eine Teilliste der Liste der Bodendenkmäler in Bayern. Grundlage ist die Bayerische Denkmalliste, die auf Basis des Bayerischen Denkmalschutzgesetzes vom 1. Oktober 1973 erstmals erstellt wurde und seither durch das Bayerische Landesamt für Denkmalpflege geführt wird. Die folgenden Angaben ersetzen nicht die rechtsverbindliche Auskunft der Denkmalschutzbehörde.

## Bodendenkmäler der Gemeinde Aholfing

### Bodendenkmäler in der Gemarkung Aholfing
| Lage                | Objekt | Akten-Nr.     | Bild                       |
| ------------------- | --- | ------------- | -------------------------- |
| Aholfing (Standort) | Grabhügel vorgeschichtlicher Zeitstellung, daraus Funde der Hallstattzeit.                                                                                          | D-2-7040-0033 |                            |
| Aholfing (Standort) | Siedlung vorgeschichtlicher Zeitstellung, unter anderem der Metallzeiten.                                                                                           | D-2-7040-0034 |                            |
| Aholfing (Standort) | Verebnetes viereckiges Grabenwerk vor- und frühgeschichtlicher Zeitstellung.                                                                                        | D-2-7040-0035 |                            |
| Aholfing (Standort) | Verebnete Grabhügel vorgeschichtlicher Zeitstellung. | D-2-7040-0036 |                            |
| Aholfing (Standort) | Verebnetes Grabenwerk vor- und frühgeschichtlicher Zeitstellung. | D-2-7040-0038 |                            |
| Aholfing (Standort) | Verebnete Viereckschanze der späten Latènezeit. | D-2-7040-0039 |                            |
| Aholfing (Standort) | Verebnete Grabhügel vorgeschichtlicher Zeitstellung. | D-2-7040-0040 |                            |
| Aholfing (Standort) | Verebnetes viereckiges Grabenwerk sowie Siedlung vor- und frühgeschichtlicher Zeitstellung.                                                                         | D-2-7040-0041 |                            |
| Aholfing (Standort) | Verebneter Grabhügel vorgeschichtlicher Zeitstellung. | D-2-7040-0042 |                            |
| Aholfing (Standort) | Siedlung vor- und frühgeschichtlicher Zeitstellung. | D-2-7040-0043 |                            |
| Aholfing (Standort) | Siedlung vor- und frühgeschichtlicher Zeitstellung. | D-2-7040-0044 |                            |
| Aholfing (Standort) | Siedlungen vor- und frühgeschichtlicher Zeitstellung, unter anderem der Latènezeit.                                                                                 | D-2-7040-0045 |                            |
| Aholfing (Standort) | Verebnetes Grabenwerk und Siedlung vor- und frühgeschichtlicher Zeitstellung.                                                                                       | D-2-7040-0047 |                            |
| Aholfing (Standort) | Verebnete Grabhügel vorgeschichtlicher Zeitstellung. | D-2-7040-0048 |                            |
| Aholfing (Standort) | Freilandstation des Mittelpaläolithikums. | D-2-7040-0086 |                            |
| Aholfing (Standort) | Untertägige spätmittelalterliche und frühneuzeitliche Befunde und Funde im Bereich der katholischen Pfarrkirche St. Lukas von Aholfing mit zugehörigem Friedhof.    | D-2-7040-0089 | weitere Bilder             |
| Aholfing (Standort) | Untertägige mittelalterliche und frühneuzeitliche Befunde und Funde im Bereich des Schlosses Puchhof, darunter die Schlosskapelle und Spuren der Vorgängerbebauung. | D-2-7040-0099 | Bodendenkmal D-2-7040-0099 |

### Bodendenkmäler in der Gemarkung Niedermotzing
| Lage                     | Objekt | Akten-Nr.     | Bild                       |
| ------------------------ | --- | ------------- | -------------------------- |
| Niedermotzing (Standort) | Siedlung vor- und frühgeschichtlicher Zeitstellung. | D-2-7040-0049 |                            |
| Niedermotzing (Standort) | Siedlung und verebnete Gräben vor- und frühgeschichtlicher Zeitstellung.                                                                                                 | D-2-7040-0050 |                            |
| Niedermotzing (Standort) | Siedlungen vor- und frühgeschichtlicher Zeitstellung, unter anderem der Latènezeit.                                                                                      | D-2-7040-0053 |                            |
| Niedermotzing (Standort) | Gräber der Hallstattzeit. | D-2-7041-0239 |                            |
| Niedermotzing (Standort) | Untertägige mittelalterliche und frühneuzeitliche Befunde und Funde im Bereich der katholischen Pfarrkirche St. Bartholomäus von Niedermotzing mit zugehörigem Friedhof. | D-2-7041-0252 | Bodendenkmal D-2-7041-0252 |

### Bodendenkmäler in der Gemarkung Obermotzing
| Lage                   | Objekt | Akten-Nr.     | Bild                       |
| ---------------------- | --- | ------------- | -------------------------- |
| Obermotzing (Standort) | Siedlung des Neolithikums und der Latènezeit. | D-2-7040-0054 |                            |
| Obermotzing (Standort) | Siedlung vorgeschichtlicher Zeitstellung. | D-2-7040-0088 |                            |
| Obermotzing (Standort) | Siedlung vor- und frühgeschichtlicher Zeitstellung. | D-2-7040-0102 |                            |
| Obermotzing (Standort) | Siedlung vor- und frühgeschichtlicher Zeitstellung. | D-2-7040-0103 |                            |
| Obermotzing (Standort) | Untertägige mittelalterliche und frühneuzeitliche Befunde und Funde im Bereich der katholischen Filialkirche St. Georg von Obermotzing mit zugehörigem Friedhof. | D-2-7041-0242 | Bodendenkmal D-2-7041-0242 |